# Feliciano Mariano Chiclana
Feliciano Mariano Chiclana (Buenos Aires, Gobernación del Río de la Plata; 18 de diciembre de 1795) fue un agrimensor y militar argentino, hijo de Feliciano Antonio Chiclana, que efectuó importantes estudios acerca de la agrimensura de la región de la Pampa y los ríos del norte de la Patagonia.

## Biografía

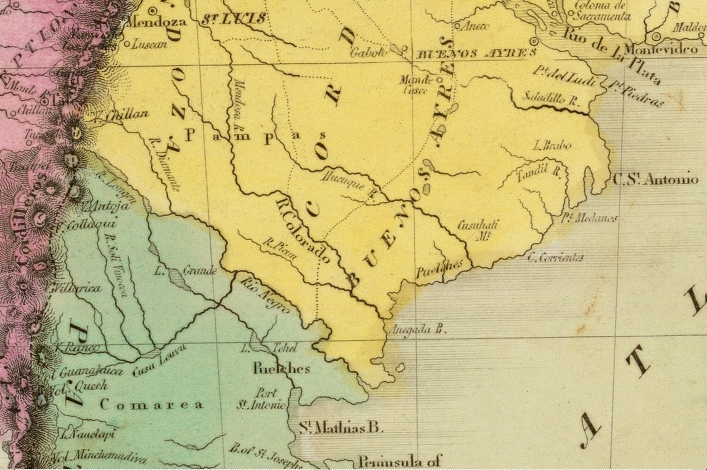
Mapa de la región (1833).

Feliciano Mariano Chiclana Alcaraz nació en Buenos Aires, hijo del coronel Dr. Feliciano Antonio Chiclana, integrante del Primer Triunvirato y Micaela Juana de Alcaraz Pintos.
Joven aún, luchó contra las Invasiones Inglesas de 1807 como cadete del Regimiento de Patricios. El 1 de julio de 1809 fue promovido a subteniente de ese cuerpo y el 8 de mayo al grado de alférez.
Obtuvo el título de agrimensor en 1829 y tras efectuar trabajos de delineamiento del pueblo de Guardia del Monte fue incorporado como oficial científico a la Campaña de Rosas al Desierto en 1833. Allí recibió del comandante de la expedición, Juan Manuel de Rosas, la orden de proceder al relevamiento topográfico e hidrográfico de la región, lo que efectuó a bordo de la goleta San Martín al mando del sargento mayor Juan Bautista Thorne.
Se destacó como agrimensor de los pagos incorporados a la línea de frontera y alcanzó el grado de coronel.